# Priscilla (film)
Pour les articles homonymes, voir Priscilla.
Pour plus de détails, voir Fiche technique et Distribution.
Priscilla est un drame biographique américain écrit et réalisé par Sofia Coppola, sorti en 2023.
Il s'agit d'un biopic sur Priscilla Presley, épouse d'Elvis Presley, basé sur ses mémoires Elvis and Me (en).
Il est présenté en compétition officielle à la Mostra de Venise 2023 où Cailee Spaeny remporte la Coupe Volpi de la meilleure interprétation féminine.

## Synopsis
En 1959, Priscilla Beaulieu, âgée de 14 ans, vient d'arriver à Bad Nauheim, en Allemagne. Son père y est affecté sur une base militaire américaine. Elle rencontre Elvis Presley, qui accomplit son service militaire, lors d'une soirée. Elvis s'intéresse tout de suite à l'adolescente, mais reste conscient de la différence d'âge. Les parents de celle-ci sont quant à eux très réticents à la voir fréquenter une star, alors qu'elle est encore très jeune. Lorsqu'Elvis rentre aux États-Unis, Priscilla reste sans nouvelles, et est vite convaincue qu'il l'a oubliée.
Mais en 1962, Elvis reprend contact avec elle, et l'invite à lui rendre visite à Graceland. Il lui offre un billet aller-retour en avion en première classe, et Priscilla fait alors la connaissance de sa famille et ses amis. Le King l'emmène pour un week-end à Las Vegas, et Priscilla est terriblement déçue de devoir retourner en Allemagne.
Elvis parvient ensuite à convaincre les Beaulieu de la laisser venir s'installer chez lui pour y terminer ses études secondaires. Elle fréquente une école catholique voisine, où elle est un objet de curiosité pour les élèves. Quant à Elvis, il s'absente longuement pour tourner des films. Il remodèle l'apparence de Priscilla, choisissant ses vêtements et lui demandant de se teindre les cheveux en noir. Priscilla obtient de justesse son diplôme de fin d'études.
Les relations du couple restent chastes, Elvis veut attendre le mariage, et juge que Priscilla est encore trop jeune. Déjà fortement dépendant aux médicaments, il s'absente souvent pour des tournées ou des tournages de films, et Priscilla reste seule dans leur luxueuse résidence, lisant dans la presse des articles sur ses flirts avec des actrices. Elle se rend une fois sur un plateau sans prévenir, mais Elvis la renvoie à Graceland.
Finalement, en 1967, il lui demande sa main. Elle tombe rapidement enceinte après le mariage, et donne naissance à une petite fille, Lisa Marie. Leur relation continue néanmoins à se détériorer, Elvis s'absentant souvent et étant de plus en plus dépendant à divers médicaments. Ils mènent des vies de plus en plus séparées, et Priscilla décide de le quitter.

## Fiche technique
Sauf indication contraire, les informations mentionnées dans cette section peuvent être confirmées par les bases de données cinématographiques IMDb et Allociné,  présentes dans la section « Liens externes ».
- Titre original et francophone : Priscilla
- Réalisation : Sofia Coppola
- Scénario : Sofia Coppola, d'après l'ouvrage Elvis and Me de Priscilla Presley et Sandra Harmon
- Musique : Phoenix
- Décors : Tamara Deverell
- Direction artistique : Danny Haeberlin
- Costumes : Stacey Battat
- Monteuse : Sarah Flack
- Photographie : Philippe Le Sourd
- Production : Sofia Coppola, Youree Henley et Lorenzo Mieli
  - Production déléguée : Priscilla Presley
- Société de production : American Zoetrope, Stage 6 Films (en) et The Apartment
- Société de distribution : A24 (États-Unis), Sony Pictures Releasing France (France)
- Pays de production :  États-Unis
- Langue originale : anglais
- Format : couleur
- Genre : drame biographique
- Dates de sortie :
  - Italie : 4 septembre 2023 (Mostra de Venise 2023)
  - États-Unis : 27 octobre 2023
  - France : 3 janvier 2024[2]

## Distribution
- Cailee Spaeny (VQ : Célia Gouin-Arsenault) : Priscilla Presley
- Jacob Elordi (VQ : Xavier Dolan) : Elvis Presley
- Dagmara Dominczyk (VQ : Catherine Proulx-Lemay) : Ann Beaulieu, la mère de Priscilla
- Ari Cohen (en) (VQ : Louis-Philippe Dandenault) : le capitaine Paul Beaulieu, beau-père de Priscilla
- Luke Humphrey (en) (VQ : Adrien Bletton) : Terry West
- Deanna Jarvis : Carol West
- Tim Post : Vernon Presley, le père d'Elvis
- Jorja Cadence : Patsy Presley, cousine d'Elvis
- Emily Mitchell : Lisa Marie Presley, fille d'Elvis et Priscilla
- R Austin Ball : Larry Geller (en)

## Production

### Genèse et développement
Le 15 septembre 2022, Sofia Coppola annonce que son prochain film sera un film biographique sur Priscilla Presley, adapté de ses mémoires[réf. nécessaire].

### Attribution des rôles
Lors de l'annonce du projet, Cailee Spaeny est choisie pour incarner le rôle titre tandis que Jacob Elordi endossera celui d'Elvis Presley.

### Tournage
Le tournage débute le 25 octobre 2022 à Toronto et s'achève mi-décembre de la même année.

## Sortie

### Accueil critique
Il est largement salué par la critique française qui est majoritairement très positive : le site Allociné propose une moyenne de 3,9⁄5, d'après l'interprétation de 41 critiques de presse.
Le magazine Elle affirme que le film est "sensible" et "magistral" tandis que les Cahiers du Cinéma affirment que "Priscilla est avant tout un mélo très doux, un film chuchoté, faisant des confessions de la chambre conjugale le juste niveau sonore de cette histoire".
Pour La Voix Du Nord, "Le prix de la meilleure interprétation féminine remis à l’actrice Cailee Spaeny, 25 ans, à la dernière Mostra de Venise, n’est que justice", et pour Le Monde, le film est "à ne pas manquer". Selon Florence Colombani du Point, "Sofia Coppola filme cette histoire comme une variation autour d'Alice au pays des merveilles et livre au passage un autoportrait singulier et émouvant, sans doute le meilleur film de sa carrière".
Première attribue quatre étoiles sur cinq en écrivant que "Priscilla constitue le parfait contrechamp du flamboyant Elvis de Baz Luhrmann, l’envers peu reluisant du décor glamour", tandis que Télérama attribue la même note en affirmant que "la cinéaste signe le portrait éblouissant d’une captive marchant vers sa liberté".
La rédaction de Paris Match est divisée : pour les uns, "Sofia Coppola signe un beau film sur l'épouse du King" et pour les autres, "comme trop souvent avec Sofia Coppola, les questions posées affleurent mais restent sans réponses".
Du côté britannique, The Guardian attribue quatre étoiles sur cinq au film de Sofia Coppola.

## Distinctions

### Récompenses
- Mostra de Venise 2023 : Coupe Volpi de la meilleure interprétation féminine pour Cailee Spaeny

### Nominations
- Golden Globes 2024 : Meilleure actrice dans un film dramatique pour Cailee Spaeny
- Critic's Choice Award 2024 : Meilleurs maquillages et coiffures